# Friedemann Hinz
Friedemann Hinz (* 1975 in Bergen auf Rügen) ist ein deutscher Punk-Musiker und -sänger. Er ist vor allem als Sänger von COR bekannt, aber auch als Solokünstler unter dem Namen Friedemann aktiv.

## Leben
Friedemann Hinz wuchs in Bergen auf Rügen als Sohn einer angesehenen Kürschner-Familie auf. Beide Eltern waren in der Kirche engagiert und erzogen ihn christlich und mit einer gewissen Distanz zum DDR-System. Einer seiner beiden Patenonkel war Pfarrer in Bergen auf Rügen. Hinz entwickelte sich zu einem Freidenker, der in der Jugend die Nähe zur Punk-Subkultur suchte. 1991 begann er als Schlagzeuger bei Tonnensturz, die bis 2001 aktiv war. Anschließend gründete er die Hardcore-Punk-Band COR. Hier übernahm er den Gesang. Die Texte der Band waren teils in Deutsch, teils in Plattdeutsch gehalten. Von 2004 bis 2007 war er Schlagzeuger bei Troopers. 2014 erschien sein Soloalbum Uhr vs. Zeit.
2023 löste sich COR auf. 2024 gründete Hinz die Punkband Kodder.

## Privatleben
Friedemann Hinz ist gelernter Maurer. Mit seiner Familie lebt er auf einem Bauernhof auf Rügen.

## Diskografie

### Mit Troopers
- 2004: Mein Kopf dem Henker (Bad Dog Records)

### Soloalben
- 2014: Uhr Vs. Zeit (Exile on Mainstream Records)
- 2016: Wer hören will muss schweigen (Exile on Mainstream Records)
- 2017: Unterwegs (Exile on Mainstream Records)
- 2018: Ich Leg Mein Wort In Euer Ohr (Exile on Mainstream Records)
- 2019: Mehr Sein als Schein (Exile on Mainstream Records)